# Iounous-bek Evkourov
Iounous-bek Bamatguireïevitch Evkourov (en russe : Юнус-бек Баматгиреевич Евкуров), né le 23 juillet 1963 à Tarskoïe (en), est un militaire et homme politique russe. Il est chef de la république d'Ingouchie de 2008 à 2019.

## Biographie
Il naît en Ossétie du Nord, dans le raïon Prigorodny majoritairement peuplé d'Ingouches.
Sa carrière militaire le mène sur divers théâtres d'opérations, et son courage et son héroïsme au Kosovo lui valent, en 2000, le titre de héros de la Russie.
Il est également commandant militaire adjoint à l'état-major de la région militaire Volga-Oural (en) de 2004 à 2008.
Le 30 octobre 2008, il est nommé par le président russe Dmitri Medvedev au poste de président par intérim de la république d'Ingouchie, en remplacement de l'impopulaire Mourat Ziazikov (en). Il est élu par l'Assemblée populaire d'Ingouchie le lendemain pour cinq ans.
Le 22 juin 2009, il est grièvement blessé lors d'un attentat à la bombe visant le cortège présidentiel près de Magas,. Le Premier ministre Rachid Gaysanov (en) assure l'intérim jusqu'en septembre suivant quand Evkourov peut reprendre ses fonctions.
Il remet sa démission le 4 juillet 2013, mais se voit charger d'assurer l'intérim jusqu'au 8 septembre suivant, date à laquelle il est réélu par l'Assemblée ingouche. Il remet une seconde fois sa démission le 24 juin 2019 et est remplacé deux jours plus tard par Makhmoud-Ali Kalimatov (en).
Depuis le 8 juillet 2019, Evkourov est l'un des vice-ministre de la Défense.